# Tjocknäbbad tärna
Tjocknäbbad tärna (Phaetusa simplex) är en sydamerikansk fågel i familjen måsfåglar inom ordningen vadarfåglar.

## Utseende
Tjocknäbbad tärna är en helt omisskännlig tärna med väldigt kraftig näbb och påtaglig vingteckning. Den är med en kroppslängd på 38–42 centimeter relativt stor, i storlek med kentsk tärna. 
I häckningsdräkt har arten en svart hätta som går ner lite över örontäckarna. Tygeln och undersidan är vit, flankerna grå, irisen brunsvart och benen gula. Ovansidan är medelgrå, mörkare än hos de flesta tärnarter, men både armpennor och större vingtäckare är vita. I kombination med de svarta handpennorna får den därför i flykten ett uppseendeväckande trefärgat utseende, likt tärnmås. 
Utanför häckningstid är krona och panna blekare, likaså hos ungfågeln som dessutom har blekare näbb samt rygg och vingar brunfläckade.

## Läten
Bland lätena hörs raspiga "kree" och "kew", ofta avgivna i en serie.

## Utbredning och systematik
Tjocknäbbad tärna placeras som enda art i släktet Phaetusa. Den delas in i två underarter:
- Phaetusa simplex simplex – östra Colombia till östra Brasilien, Trinidad, Amazonområdet och västra Ecuador
- Phaetusa simplex chloropoda – längs Paraguayfloden och Paranáfloden till norra Argentina

Vissa behandlar den som monotypisk, det vill säga inte delas in i några underarter.

## Ekologi
Arten förekommer i breda floder och sjöar där den häckar på stränder och sandbankar. Utanför häckningstid ses den även i flodmynninghar och kustnära mangroveskogar. Fågeln häckar i par eller i små grupper om upp till hundra individer, gärna intill amazontärna (Sternula superciliaris), amerikansk saxnäbb (Rynchops niger) och sandfalknattskärra. Den ägger upp till tre ägg.
Tjocknäbbad tärna lever huvudsakligen av småfisk, mellan fyra och tolv centimeter långa, men också insekter. Den födosöker mest genom att dyka från sex till elva meters höjd. Den ses också fånga efter insekter över lerslätter och har också setts följa plogar.

## Status och hot
Arten har ett stort utbredningsområde och en stor population med stabil utveckling. Utifrån dessa kriterier kategoriserar IUCN arten som livskraftig (LC).

## Namn
Fågeln kallades tidigare sydamerikansk flodtärna på svenska. 